# نييك بروشوايتز
نييك بروشوايتز (بالألمانية: Nick Proschwitz)‏ (28 نوفمبر 1986 بفايسنفلس في ألمانيا - ) هو لاعب كرة قدم ألماني في مركز الهجوم. لعب مع بادربورن 07 وكوفنتري سيتي ونادي بارنسلي ونادي برينتفورد ونادي ثون ونادي سينت ترويدن ونادي فادوتس ونادي فولفسبورغ ونادي لوزيرن وهال سيتي وهانوفر 96 ونادي هوفنهايم ب ‏ ونادي هامبورغ 2 ‏.

## وصلات خارجية
- نييك بروشوايتز على موقع قاعدة بيانات كرة القدم.إي يو (الإنجليزية)
- نييك بروشوايتز على موقع بيانات كرة القدم. دي إي (الألمانية)
- نييك بروشوايتز على موقع Soccerbase.com (لاعب) (الإنجليزية)
- نييك بروشوايتز على موقع Soccerway.com (الإنجليزية)
- نييك بروشوايتز على موقع عالم كرة القدم.نت (الإنجليزية)
- نييك بروشوايتز على موقع AS.com (الإسبانية)